# Feyenoord in het seizoen 1992/93
Hier staan alle statistieken van Feyenoord tijdens het seizoen 1992/93.

## Wedstrijden

### PTT Telecom Cup
| Zondag 12 augustus 1992 20:00 uur,                            | PSV *         | 1-0 (1-0) | Feyenoord | Opstelling PSV * | Opstelling Feyenoord                                                                                               |  |
| Stadion: De Kuip, Rotterdam Toeschouwers: 32.650 Van der Ende | E. Koeman 25' |           |           | Van Breukelen, Faber , Popescu, Van Tiggelen, Heintze, Vanenburg 46' ( D. Schreuder, Ellerman, E. Koeman , Numan, Thorninger, Romário | De Goey, Van Gobbel, Metgod , De Wolf, Refos, Scholten , Fraser , Witschge, Taument, Obiku 61' ( Kiprich), Blinker |  |
| Stadion: De Kuip, Rotterdam Toeschouwers: 32.650 Van der Ende |               |           |           | Van Breukelen, Faber , Popescu, Van Tiggelen, Heintze, Vanenburg 46' ( D. Schreuder, Ellerman, E. Koeman , Numan, Thorninger, Romário | De Goey, Van Gobbel, Metgod , De Wolf, Refos, Scholten , Fraser , Witschge, Taument, Obiku 61' ( Kiprich), Blinker |  |
| Stadion: De Kuip, Rotterdam Toeschouwers: 32.650 Van der Ende |               |           |           | Van Breukelen, Faber , Popescu, Van Tiggelen, Heintze, Vanenburg 46' ( D. Schreuder, Ellerman, E. Koeman , Numan, Thorninger, Romário | De Goey, Van Gobbel, Metgod , De Wolf, Refos, Scholten , Fraser , Witschge, Taument, Obiku 61' ( Kiprich), Blinker |  |
| Bijz.: * Winnaar                                              |               |           |           | | |  |

### PTT-Telecompetitie
| Datum      | Thuis             | Uitslag | Uit               | Doelpuntenmakers Feyenoord                                                            | Bijzonderheden                                             |
| ---------- | ----------------- | ------- | ----------------- | ------------------------------------------------------------------------------------- | ---------------------------------------------------------- |
| 16-08-1992 | FC Twente         | 0 - 5   | Feyenoord         | 0-1 20' Taument 0-2 68' Taument 0-3 77' Kiprich 0-4 80' Bosz 0-5 86' Blinker          |                                                            |
| 23-08-1992 | Feyenoord         | 4 - 1   | Fortuna Sittard   | 1-0 4' Fraser 2-1 60' Obiku 3-1 72' Kiprich 4-1 80' Kiprich                           |                                                            |
| 30-08-1992 | FC Utrecht        | 0 - 0   | Feyenoord         |                                                                                       |                                                            |
| 06-09-1992 | Feyenoord         | 3 - 0   | SVV/Dordrecht '90 | 1-0 59' Metgod 2-0 63' Obiku 3-0 80' Kiprich                                          |                                                            |
| 13-09-1992 | Go Ahead Eagles   | 1 - 1   | Feyenoord         | 1-1 90' Kiprich                                                                       |                                                            |
| 27-09-1992 | Feyenoord         | 2 - 2   | Sparta Rotterdam  | 1-0 8' Fraser 2-0 23' Kiprich                                                         |                                                            |
| 04-10-1992 | PSV *             | 1 - 1   | Feyenoord         | 1-1 90' Kiprich                                                                       | * 38' (pen.) Romário (PSV)                                 |
| 18-10-1992 | Feyenoord         | 2 - 0   | FC Volendam       | 1-0 20' Blinker 2-0 59' Kiprich                                                       |                                                            |
| 01-11-1992 | Feyenoord         | 4 - 1   | RKC Waalwijk      | 1-0 35' De Wolf 2-1 43' Taument 3-1 46' Taument 4-1 56' Kiprich                       |                                                            |
| 08-11-1992 | SC Cambuur        | 0 - 1   | Feyenoord         | 0-1 9' Kiprich                                                                        |                                                            |
| 15-11-1992 | Feyenoord         | 0 - 3   | Ajax              |                                                                                       |                                                            |
| 22-11-1992 | FC Den Bosch      | 1 - 5   | Feyenoord         | 0-1 23' Obiku 0-2 33' Witschge 0-3 55' Witschge 1-4 81' Blinker 1-5 85' Taument       |                                                            |
| 29-11-1992 | Feyenoord         | 3 - 4   | MVV               | 1-2 16' Witschge 2-2 22' Kiprich 3-2 40' Blinker                                      |                                                            |
| 06-12-1992 | Feyenoord         | 2 - 2   | Vitesse           | 1-0 14' Blinker 2-2 83' Obiku                                                         | 58' De Goey                                                |
| 20-12-1992 | Willem II         | 0 - 2   | Feyenoord         | 0-1 85' Fraser 0-2 88' Obiku                                                          |                                                            |
| 12-01-1993 | Roda JC Kerkrade  | 1 - 2   | Feyenoord         | 0-1 18' Witschge 0-2 27' Van Loen                                                     |                                                            |
| 17-01-1993 | Feyenoord         | 3 - 1   | FC Groningen      | 1-0 29' (e.d.) Wilson 2-0 47' De Wolf 3-0 67' Van Loen                                |                                                            |
| 24-01-1993 | Feyenoord         | 1 - 1   | FC Twente         | 1-1 49' Metgod                                                                        |                                                            |
| 29-01-1993 | Fortuna Sittard * | 0 - 1   | Feyenoord         | 0-1 11' (e.d.) P.Janssen                                                              | * Speelde de wedstrijd uit met 10 spelers (± 50 min.)      |
| 07-02-1993 | Feyenoord         | 0 - 0   | FC Utrecht        |                                                                                       |                                                            |
| 14-02-1993 | Dordrecht '90     | 1 - 5   | Feyenoord         | 0-1 15' Witschge 0-2 47' De Wolf 0-3 52' Taument 1-4 82' Scholten 1-5 84' Fraser      |                                                            |
| 27-02-1993 | Feyenoord         | 4 - 2   | Go Ahead Eagles   | 1-0 7' Witschge 2-0 34' Van Loen 3-0 58' Kiprich 4-0 72' Gorré                        |                                                            |
| 07-03-1993 | Sparta Rotterdam  | 0 - 2   | Feyenoord         | 0-1 51' Scholten 0-2 70' Witschge                                                     |                                                            |
| 13-03-1993 | Feyenoord         | 1 - 1   | PSV *             | 1-1 90' Gorré                                                                         | * Speelde de wedstrijd uit met 10 spelers (± 11 min.)      |
| 21-03-1993 | FC Volendam       | 1 - 2   | Feyenoord         | 0-1 22' Blinker 0-2 36' Blinker                                                       |                                                            |
| 28-03-1993 | Feyenoord         | 3 - 0   | Roda JC Kerkrade  | 1-0 30' Witschge 2-0 47' Taument 3-0 69' Bosz                                         |                                                            |
| 04-04-1993 | RKC Waalwijk      | 1 - 2   | Feyenoord         | 1-1 37' Witschge 1-2 45' Blinker                                                      |                                                            |
| 12-04-1993 | Feyenoord         | 3 - 1   | SC Cambuur        | 1-1 57' Kiprich 2-1 61' Heus 3-1 70' Kiprich                                          |                                                            |
| 02-05-1993 | Feyenoord         | 5 - 0   | FC Den Bosch      | 1-0 4' Scholten 2-0 8' Blinker 3-0 33' Kiprich 4-0 45' Blinker 5-0 53' (pen.) Kiprich |                                                            |
| 09-05-1993 | Ajax              | 5 - 2   | Feyenoord         | 4-1 69' Blinker 4-2 76' Obiku                                                         |                                                            |
| 16-05-1993 | Vitesse           | 1 - 1 * | Feyenoord         | 1-1 84' Van Loen                                                                      | * Dit duel werd in het Goffertstadion in Nijmegen gespeeld |
| 22-05-1993 | Feyenoord         | 3 - 0   | Willem II         | 1-0 28' Taument 2-0 43' De Wolf 3-0 79' Obiku                                         |                                                            |
| 25-05-1993 | MVV               | 0 - 2   | Feyenoord         | 0-1 47' Kiprich 0-2 90' Blinker                                                       |                                                            |
| 31-05-1993 | FC Groningen      | 0 - 5   | Feyenoord *       | 0-1 9' Kiprich 0-2 27' Blinker 0-3 73' Scholten 0-4 78' Taument 0-5 80' Taument       | Kampioenswedstrijd                                         |

| * Kampioen PTT-Telecompetitie 1992/93 |
| ------------------------------------- |
| Dertiende titel                       |

### KNVB beker

#### Derde ronde
De elf hoogst geklasseerde clubs uit de Eredivisie stromen tijdens de derde ronde van het toernooi in en konden niet tegen elkaar geloot worden.
| Datum      | Thuis     | Uitslag | Uit             | Doelpuntenmakers Feyenoord                                                                                        | Bijzonderheden |
| ---------- | --------- | ------- | --------------- | --- | -------------- |
| 28-10-1992 | Feyenoord | 7 - 0   | Go Ahead Eagles | 1-0 31' Metgod 2-0 39' Gorré 3-0 49' Blinker 4-0 51' Gorré 5-0 57' Kiprich 6-0 69' (pen.) Kiprich 7-0 74' Taument |                |

#### Vierde ronde (Achtste finale)
| Datum      | Thuis     | Uitslag | Uit     | Doelpuntenmakers Feyenoord                 | Bijzonderheden |
| ---------- | --------- | ------- | ------- | ------------------------------------------ | -------------- |
| 02-12-1992 | Feyenoord | 3 - 1   | TOP Oss | 1-0 6' Taument 2-0 40' Gorré 3-0 51' Gorré |                |

#### Kwartfinale
| Datum      | Thuis     | Uitslag | Uit         | Doelpuntenmakers Feyenoord | Bijzonderheden                                                                       |
| ---------- | --------- | ------- | ----------- | -------------------------- | ------------------------------------------------------------------------------------ |
| 10-03-1993 | FC Zwolle | 1 - 1   | Feyenoord * | 1-1 83' Van Loen           | * Winst na strafschoppen score 1 - 4. Strafschopnemers Witschge De Wolf Heus Blinker |

#### Halve finale
| Datum      | Thuis     | Uitslag | Uit  | Doelpuntenmakers Feyenoord | Bijzonderheden |
| ---------- | --------- | ------- | ---- | -------------------------- | -------------- |
| 31-03-1993 | Feyenoord | 0 - 5   | Ajax |                            | 60' Van Gobbel |

### Europees

#### Europacup II

##### Eerste ronde
| Datum      | Thuis               | Uitslag   | Uit                 | Doelpuntenmakers Feyenoord | Bijzonderheden |
| ---------- | ------------------- | --------- | ------------------- | -------------------------- | -------------- |
| 16-09-1992 | Feyenoord           | 1 - 0     | Hapoel Petach Tikwa | 1-0 89' Kiprich            |                |
| 30-09-1992 | Hapoel Petach Tikwa | 2 - 1 (u) | Feyenoord           | 2-1 69' Fraser             |                |

##### Tweede ronde
| Datum      | Thuis     | Uitslag | Uit            | Doelpuntenmakers Feyenoord                                            | Bijzonderheden                                                                                              |
| ---------- | --------- | ------- | -------------- | --------------------------------------------------------------------- | --- |
| 21-10-1992 | FC Luzern | 1 - 0   | Feyenoord      |                                                                       | 42' De Wolf                                                                                                 |
| 04-11-1992 | Feyenoord | 4 - 1   | FC Luzern * ** | 1-0 2' Taument 2-1 16' Blinker 3-1 55' Kiprich 4-1 83' (pen.) Kiprich | * Speelde de wedstrijd uit met 10 spelers (± 38 min.) ** Speelde de wedstrijd uit met 9 spelers (± 10 min.) |

##### Kwartfinale
| Datum      | Thuis            | Uitslag | Uit              | Doelpuntenmakers Feyenoord | Bijzonderheden                                                      |
| ---------- | ---------------- | ------- | ---------------- | -------------------------- | ------------------------------------------------------------------- |
| 02-03-1993 | Feyenoord        | 0 - 1   | Spartak Moskou * |                            | * Speelde de wedstrijd uit met 10 spelers (± 1 min.)                |
| 17-03-1993 | Spartak Moskou * | 3 - 1   | Feyenoord        | 1-1 14' Kiprich            | 85' Van Gobbel * Speelde de wedstrijd uit met 10 spelers (± 5 min.) |

## Selectie
De selectie staat op alfabetische volgorde.
| Positie | Speler              |
| ------- | ------------------- |
| A/M     | / Regi Blinker      |
| M       | Peter Bosz          |
| DM      | Rob van Dijk        |
| V       | / Henk Fraser       |
| V       | / Ulrich van Gobbel |
| DM      | Ed de Goey          |
| M       | / Dean Gorré        |
| A       | Arnar Gunnlaugsson  |
| A       | Bjarki Gunnlaugsson |
| V       | Ruud Heus           |
| A       | / Lloyd Kammeron    |
| A       | József Kiprich      |
| A       | John van Loen       |
| V       | John Metgod         |

| Positie | Speler                           |
| ------- | -------------------------------- |
| V       | Paul Nortan                      |
| A       | Mike Obiku                       |
| V       | Errol Refos                      |
| M       | Bobby Petta                      |
| V       | Remco Schol                      |
| M       | Arnold Scholten                  |
| M       | Alfred Schreuder                 |
| A       | Marchanno Schultz (tot dec 1992) |
| M       | / Orlando Trustfull              |
| A       | / Gaston Taument                 |
| DM      | Harald Wapenaar                  |
| M       | Rob Witschge                     |
| V       | John de Wolf                     |

## Topscorers
Legenda
- Doelpunt
- Waarvan Strafschoppen

Er wordt steeds de top 3 weergegeven van elke competitie.

### PTT-Telecompetitie
| Plek | Speler         |    | Gescoord met penalty |
| ---- | -------------- | -- | -------------------- |
| 1.   | József Kiprich | 18 | 1                    |
| 2.   | Regi Blinker   | 13 | 0                    |
| 3.   | Gaston Taument | 10 | 0                    |

### KNVB beker
| Plek | Speler         |   | Gescoord met penalty |
| ---- | -------------- | - | -------------------- |
| 1.   | Dean Gorré     | 4 | 0                    |
| 2.   | József Kiprich | 2 | 1                    |
| 2.   | Gaston Taument | 2 | 0                    |

### Europees

#### Europacup II
| Plek | Speler         |   | Gescoord met penalty |
| ---- | -------------- | - | -------------------- |
| 1.   | József Kiprich | 4 | 1                    |
| 2.   | Regi Blinker   | 1 | 0                    |
| 2.   | Henk Fraser    | 1 | 0                    |
| 2.   | Gaston Taument | 1 | 0                    |

### Overall
| Plek | Speler         |    | Gescoord met penalty |
| ---- | -------------- | -- | -------------------- |
| 1.   | József Kiprich | 24 | 3                    |
| 2.   | Regi Blinker   | 15 | 0                    |
| 3.   | Gaston Taument | 13 | 0                    |